# Benjamin Marhula
Benjamin Marhula (ur. 1943 w Skoczowie) – polski skrzypek, basista i kontrabasista. Jeden z najlepszych skrzypków jazzowych lat 60. i 70. XX wieku.

## Życiorys
Pochodzi z muzycznej rodziny – matka była nauczycielką gry na skrzypcach, ojciec przez 30 lat był tenorem w chórze kościelnym, zaś siostra jest sopranistką dramatyczną i pianistką.
Po raz pierwszy wystąpił publicznie w wieku 6 lat. Kształcił się w szkołach muzycznych w Katowicach i Gdańsku. Studiował w Państwowej Wyższej Szkole Muzycznej w Gdańsku, skąd na III roku został relegowany w wyniku konfliktu z rektorem Romanem Heisingiem. W latach 1964–1972 był zastępcą koncertmistrza w Teatrze Muzycznym w Gdyni, zaś w latach 1965–67 pierwszym skrzypkiem Państwowej Filharmonii i Opery Bałtyckiej w Gdańsku. Polskim Radiem i Telewizja Gdańsk. W latach 60. występował z większością trójmiejskich grup jazzowych, tj.: Flamingo, zespoły Jerzego Sapiejewskiego (m.in. w składzie nagrodzonym na festiwalu Jazz nad Odrą '66: Kazimierz Guzowski (bcl); Roman Skurzyński (db); Bogdan Jopyk (dr); Irena Albrecht (cel); Zdzisław Miodowski i Alekdandra Osadowska (voc), Przemysław Dyakowski Quartet (nagrody indywidualne dla solisty i kompozytora na festiwalu Jazz nad Odrą ’67), gościnnie z triem Włodzimierza Nahornego (Janusz Kozłowski, Sergiusz Perkowski), kwartety Andrzeja Nowaka (Tadeusz Wójcik, Bogdan Jopyk, Wiesław Damięcki, Sergiusz Perkowski) i Rama 111.
Ponadto był liderem własnych zespołów, a były to m.in.: Kwintet (Janusz Strobel – g; Roman Skurzyński – db; Andrzej Śliwa – dr; Aleksandra Osadowska – voc.) i Sestet (Henryk Łysiak – p, fl; Janusz Strobel – g; Marek Strobel – db; Bogdan Jopyk – dr; Alutka Osadowska – voc.) oraz przez kilka lat Orkiestra Rozrywkowa Rozgłośni Gdańskiej, którą objął po Janie Tomaszewskim. W latach 1966–1969 występował w składach różnych zespołów podczas festiwalu Jazz Jamboree, zaś w roku 1967, podczas jam sessions wziął udział w pojedynku skrzypcowym z Jean-Luc Ponty’m. W latach 1972–1974, grywał z Wojciechem Skowrońskim (p, voc) i Eugeniuszem Pudelewiczem (cl, as, ts) w zespole Batory Combo, a następnie do 2010 roku z różnymi orkiestrami rozrywkowymi na statkach pasażerskich i na lądzie (Norwegia, Wielka Brytania, Stany Zjednoczone) – w składzie m.in. z Janem Ptaszynem Wróblewskim, Januszem Muniakiem, Włodzimierzem Nahornym, Wojciechem Karolakiem, Robertem Majewskim, Andrzejem Dąbrowskim, Jerzym Bartzem czy Wojciechem Kowalewskim. Wówczas akompaniował m.in. takim wykonawcom, jak: Astrud Gilberto, Laurindo Almeida, Michael Brecker, Dean Martin, Paul Anka, Laurindo Almeida, Page Cavanaugh, Tommy Emmanuel, Kenny James. Ponadto, w latach 1978–1981 z wokalistką Pamelą Brooks, regularnie występował w Keystone Club w Los Angeles. Współpracował także z wieloma krajowymi artystami, muzykami i prezenterami, a byli to m.in.: Grażyna Barszczewska, Katarzyna Dowbor, Jacek Fedorowicz, Wojciech Gąssowski, Krystyna Giżowska, Marek Grechuta, Irena Jarocka, Wojciech Korda, Zbigniew Korpolewski, Jerzy Ofierski, Marian Opania, Tadeusz Ross, Ada Rusowicz, Andrzej Rybiński, Irena Santor, Katarzyna Sobczyk, Piotr Szczepanik, Marek Tarnowski, José Torres, Bogdana Zagórska, Joanna Trzepiecińska, Emil Wesołowski, Iwan Komarenko.
Od wielu lat współpracuje z Kapelą Czerniakowską i Orkiestry z Chmielnej. Od 2011 roku jest także członkiem Ferajny z Baru Warszawa oraz występuje i nagrywa z akordeonistą Jankiem Stokowskim. Kierownik muzyczny spektaklu Wiśniowy sad (reż Krystyna Janda) w Teatrze Polskim w Warszawie (premiera: 19 listopada 2021).

## Dyskografia

### Albumy
- Janek Stokowski (Akordeonowe Party) – Tańczący akordeon vol. 7 (2016)
- Janek Stokowski & Benek Marhula – Jest zabawa (2017)

## Inne nagrania

### Albumy
- Iwan Komarenko – Kity i mity (2020)[2]